# 金杉太朗
金杉 太朗（かなすぎ たろう、1974年8月17日 - 2008年8月2日）は、神奈川県川崎市出身の元子役、俳優。本名：深沢 太朗（旧姓：金杉）。
最終所属は希楽星であり、子役時代は劇団日本児童に所属していた。

## 来歴・人物
1980年代は子役として東映の特撮ヒーロー物や「3年B組金八先生」など数々のドラマに出演。「金曜日の妻たちへIII 恋におちて」では年下の男性と不倫しそうになる母に敏感に気付く難しい役も演じた。
1990年代にはTBS系で放送された昼ドラ「天までとどけ」シリーズで三男・丸山公平役を演じ人気を博した。以降、数々のドラマで主に脇役として活躍した。
2008年3月23日早朝、東京メトロ有楽町線池袋駅にて泥酔状態でホームから線路に転落。東京都新宿区の病院に搬送され手術を受けたがその後も意識が戻ることはなく、2008年8月2日、脳挫傷のため死去。33歳没(享年34歳)。俳優として絶頂期にあった彼の死には多くの役者仲間がショックを受け、葬儀には「天までとどけ」シリーズで両親役で共演した綿引勝彦や岡江久美子らも参列した。

## 出演歴

### テレビドラマ
- 兄弟拳バイクロッサー 第4話「弱虫少年の超能力」（1985年、日本テレビ） - 夢夫 役
- 金曜日の妻たちへIII 恋におちて（1985年、TBS） - 遠藤武 役
- 時空戦士スピルバン（1986年、テレビ朝日） - 健一 役
- 光戦隊マスクマン 第20話「罠! 沈む巨大ロボ」（1987年、テレビ朝日） - ユウスケ 役
- 超人機メタルダー 第21話「大都会ミステリー・ホタルを呼ぶ美少女」（1987年、テレビ朝日） - 坂本健一 役
- オヨビでない奴! 第12話（1987年、TBS） - 村田亮 役
- 3年B組金八先生 第3シリーズ（1988年、TBS） - 畔柳吉人 役
- 暴れん坊将軍III 第115話「大岡越前、罷免さる!?」（1990年、ANB） - 幸助 役
- 続続・三匹が斬る! 第19話「さらば三匹、消えた七番目の隠密」（1990年6月28日、ANB）
- 天までとどけシリーズ（1991年-1999年、TBS） - 丸山公平 役
- 世にも奇妙な物語 第2シリーズ「人格改造ドリンク」（1991年、フジテレビ） - 野田達也 役
- 八百八町夢日記 第2シリーズ 第21話「裏入学をあばけ!」（1992年3月17日、日本テレビ / ユニオン映画） - 宇田川清一郎 役
- 世にも奇妙な物語 第3シリーズ「精神力」（1992年、フジテレビ） - 寺島 役
- 世にも奇妙な物語 秋の特別編「昨日の君は別の君 明日の私は別の私」（2002年、フジテレビ） - 友人 役
- 天花（2004年、NHK） - BASU社員 役
- 女と愛とミステリー「殺意の川〜尼寺殺人事件」（2004年、テレビ東京）
- 女と愛とミステリー「轟法律事務所『復活』」（2004年、テレビ東京） - 洋品店主 役
- ドリーム〜90日で1億円〜（2004年、NHK） - 運転手 役
- 大河ドラマ義経（2005年、NHK） - 畠山重忠 役
- 東京ワンダーツアーズ（2005年、日本テレビ） - 社員 役
- 柳生十兵衛七番勝負（2005年、NHK）
- 土曜ワイド劇場「殺人スタント2 -中年スタント高見沢の推理ロケ-」（2006年、テレビ朝日） - 久保 役
- 恋人たちの記憶（2006年、日本テレビ） - 警官 役
- 今週、妻が浮気します（2007年、フジテレビ）
- 喰いタン2（2007年、日本テレビ） - 日本料理店店長 役
- 土曜ワイド劇場「北多摩署・蟹沢刑事の特捜事件ファイル」（2007年、テレビ朝日） - 桑原直一郎 役

### 映画
- アニメちゃん（1984年7月14日公開、松竹） - ピグモン役 ※着ぐるみ演技
- 兜 KABUTO（1991年4月27日公開、東宝東和） - 徳川頼宗（ケイン・コスギ）役 ※日本語吹替